# A. Le Coq Arena
De A. Le Coq Arena is een voetbalstadion in Tallinn, Estland. Het stadion is de thuisbasis van de Estische voetbalclubs FC Flora Tallinn en FCI Levadia en het Estisch voetbalelftal. Bij de opening bood het stadion ruimte voor 9.692 supporters en heeft daarnaast enkele VIP-vertrekken, die gevestigd zijn bovenin in het stadion. Op 2 juni 2001 werd de eerste wedstrijd in de arena gespeeld. Ruim negenduizend mensen zagen Nederland met 2–4 winnen van Estland. Sinds 2002 is bierbrouwer A. Le Coq sponsor van het stadion. Daarvoor werd het complex het Lillekülastadion genoemd.
In september 2016 werd bekendgemaakt dat het stadion de UEFA Super Cup 2018 mocht organiseren. Daarom werd de capaciteit met ruim vijfduizend plaatsen vergroot, waardoor er ruim 14.000 toeschouwers kunnen plaatsnemen in het stadion. Atlético Madrid won na verlenging met 4–2 van stadgenoot Real Madrid CF.
In eigen land was het Estisch voetbalelftal het meest succesvol tegen Andorra. Driemaal werd er gewonnen en geen keer verloren.

## Sportland Arena
Naast het complex ligt de bijbehorende Sportland Arena of A. Le Coq Miniarena, die gebruikt wordt door verscheidene kleine clubs en de reserves van FC Flora. Aan de kant van het veld bevindt zich ruimte voor 1.198 toeschouwers.

## Interlands
| 1                               | 2 juni 2001       | Estland – Nederland            | 2 – 4 | Kwalificatie WK 2002        | 9.323  |
| 2                               | 6 juni 2001       | Estland – Ierland              | 0 – 2 | Kwalificatie WK 2002        | 9.300  |
| 3                               | 15 augustus 2001  | Estland – Cyprus               | 2 – 2 | Kwalificatie WK 2002        | 5.000  |
| 4                               | 14 november 2001  | Estland – Kazachstan           | 0 – 0 | Vriendschappelijk           | 1.500  |
| 5                               | 27 maart 2002     | Estland – Rusland              | 2 – 1 | Vriendschappelijk           | 4.500  |
| 6                               | 21 augustus 2002  | Estland – Moldavië             | 1 – 0 | Vriendschappelijk           | 1.500  |
| 7                               | 12 oktober 2002   | Estland – Nieuw-Zeeland        | 3 – 2 | Vriendschappelijk           | 1.500  |
| 8                               | 16 oktober 2002   | Estland – België               | 0 – 1 | Kwalificatie EK 2004        | 3.900  |
| 9                               | 12 november 2002  | Estland – IJsland              | 2 – 0 | Vriendschappelijk           | 478    |
| 10                              | 29 maart 2003     | Estland – Canada               | 2 – 1 | Vriendschappelijk           | 2.500  |
| 11                              | 2 april 2003      | Estland – Bulgarije            | 0 – 0 | Kwalificatie EK 2004        | 2.500  |
| 12                              | 7 juni 2003       | Estland – Andorra              | 2 – 0 | Kwalificatie EK 2004        | 2.500  |
| 13                              | 11 juni 2003      | Estland – Kroatië              | 0 – 1 | Kwalificatie EK 2004        | 6.100  |
| 14                              | 5 juli 2003       | Estland – Letland              | 0 – 0 | Baltic Cup                  | 1.000  |
| 15                              | 20 augustus 2003  | Estland – Polen                | 1 – 2 | Vriendschappelijk           | 4.500  |
| 16                              | 31 maart 2004     | Estland – Noord-Ierland        | 0 – 1 | Vriendschappelijk           | 2.900  |
| 17                              | 28 april 2004     | Estland – Albanië              | 1 – 1 | Vriendschappelijk           | 1.700  |
| 18                              | 27 mei 2004       | Estland – Schotland            | 0 – 1 | Vriendschappelijk           | 4.000  |
| 19                              | 30 mei 2004       | Estland – Denemarken           | 2 – 2 | Vriendschappelijk           | 4.800  |
| 20                              | 11 juni 2004      | Estland – Macedonië            | 2 – 4 | Vriendschappelijk           | 1.500  |
| 21                              | 4 september 2004  | Estland – Luxemburg            | 4 – 0 | Kwalificatie WK 2006        | 4.500  |
| 22                              | 26 maart 2005     | Estland – Slowakije            | 1 – 2 | Kwalificatie WK 2006        | 3.051  |
| 23                              | 30 maart 2005     | Estland – Rusland              | 1 – 1 | Kwalificatie WK 2006        | 8.354  |
| 24                              | 20 april 2005     | Estland – Noorwegen            | 1 – 2 | Vriendschappelijk           | 4.000  |
| 25                              | 4 juni 2005       | Estland – Liechtenstein        | 2 – 0 | Kwalificatie WK 2006        | 3.000  |
| 26                              | 8 juni 2005       | Estland – Portugal             | 0 – 1 | Kwalificatie WK 2006        | 10.280 |
| 27                              | 17 augustus 2005  | Estland – Bosnië en Herz.      | 1 – 0 | Vriendschappelijk           | 5.000  |
| 28                              | 3 september 2005  | Estland – Letland              | 2 – 1 | Kwalificatie WK 2006        | 10.000 |
| 29                              | 31 mei 2006       | Estland – Nieuw-Zeeland        | 1 – 1 | Vriendschappelijk           | 3.500  |
| 30                              | 16 augustus 2006  | Estland – Macedonië            | 0 – 1 | Kwalificatie EK 2008        | 9.000  |
| 31                              | 2 september 2006  | Estland – Israël               | 0 – 1 | Kwalificatie EK 2008        | 7.800  |
| 32                              | 15 november 2006  | Estland – Wit-Rusland          | 2 – 1 | Vriendschappelijk           | 3.000  |
| 33                              | 24 maart 2007     | Estland – Rusland              | 0 – 2 | Kwalificatie EK 2008        | 9.000  |
| 34                              | 2 juni 2007       | Estland – Kroatië              | 0 – 1 | Kwalificatie EK 2008        | 10.000 |
| 35                              | 6 juni 2007       | Estland – Engeland             | 0 – 3 | Kwalificatie EK 2008        | 11.000 |
| 36                              | 22 augustus 2007  | Estland – Andorra              | 2 – 1 | Kwalificatie EK 2008        | 7.500  |
| 37                              | 17 oktober 2007   | Estland – Montenegro           | 0 – 1 | Vriendschappelijk           | 1.500  |
| 38                              | 26 maart 2008     | Estland – Canada               | 2 – 0 | Vriendschappelijk           | 1.600  |
| 39                              | 27 mei 2008       | Estland – Georgië              | 1 – 1 | Vriendschappelijk           | 2.500  |
| 40                              | 4 juni 2008       | Estland – Faeröer              | 4 – 3 | Vriendschappelijk           | 2.300  |
| 41                              | 20 augustus 2008  | Estland – Malta                | 2 – 1 | Vriendschappelijk           | 2.700  |
| 42                              | 11 oktober 2008   | Estland – Spanje               | 0 – 3 | Kwalificatie WK 2010        | 9.200  |
| 43                              | 15 oktober 2008   | Estland – Turkije              | 0 – 0 | Kwalificatie WK 2010        | 6.500  |
| 44                              | 12 november 2008  | Estland – Letland              | 1 – 1 | Vriendschappelijk           | 2.000  |
| 45                              | 18 november 2008  | Estland – Moldavië             | 1 – 0 | Turniir Linnapeade          | 1.500  |
| 46                              | 19 november 2008  | Litouwen – Moldavië            | 1 – 1 | Turniir Linnapeade          | 100    |
| 47                              | 1 april 2009      | Estland – Armenië              | 1 – 0 | Kwalificatie WK 2010        | 5.200  |
| 48                              | 6 juni 2009       | Estland – Equatoriaal-Guinea   | 3 – 0 | Vriendschappelijk           | 2.150  |
| 49                              | 10 juni 2009      | Estland – Portugal             | 0 – 0 | Vriendschappelijk           | 6.350  |
| 50                              | 12 augustus 2009  | Estland – Brazilië             | 0 – 1 | Vriendschappelijk           | 8.550  |
| 51                              | 10 oktober 2009   | Estland – Bosnië en Herz.      | 0 – 2 | Kwalificatie WK 2010        | 6.450  |
| 52                              | 14 oktober 2009   | Estland – België               | 2 – 0 | Kwalificatie WK 2010        | 4.680  |
| 53                              | 14 november 2009  | Estland – Albanië              | 0 – 0 | Vriendschappelijk           | 2.110  |
| 54                              | 21 mei 2010       | Estland – Finland              | 2 – 0 | Vriendschappelijk           | 5.650  |
| 55                              | 26 mei 2010       | Estland – Kroatië              | 0 – 0 | Vriendschappelijk           | 4.800  |
| 56                              | 11 augustus 2010  | Estland – Faeröer              | 2 – 1 | Kwalificatie EK 2012        | 5.470  |
| 57                              | 3 september 2010  | Estland – Italië               | 1 – 2 | Kwalificatie EK 2012        | 9.550  |
| 58                              | 7 september 2010  | Estland – Oezbekistan          | 3 – 3 | Vriendschappelijk           | 2.055  |
| 59                              | 12 oktober 2010   | Estland – Slovenië             | 0 – 1 | Kwalificatie EK 2012        | 5.722  |
| 60                              | 17 november 2010  | Estland – Liechtenstein        | 1 – 1 | Vriendschappelijk           | 1.909  |
| 61                              | 25 maart 2011     | Estland – Uruguay              | 2 – 0 | Vriendschappelijk           | 6.817  |
| 62                              | 29 maart 2011     | Estland – Servië               | 1 – 1 | Kwalificatie EK 2012        | 5.185  |
| 63                              | 6 september 2011  | Estland – Noord-Ierland        | 4 – 1 | Kwalificatie EK 2012        | 8.660  |
| 64                              | 11 oktober 2011   | Estland – Oekraïne             | 0 – 2 | Vriendschappelijk           | 4.501  |
| 65                              | 11 november 2011  | Estland – Ierland              | 0 – 4 | Kwalificatie EK 2012        | 10.500 |
| 66                              | 15 augustus 2012  | Estland – Polen                | 1 – 0 | Vriendschappelijk           | 5.312  |
| 67                              | 7 september 2012  | Estland – Roemenië             | 0 – 2 | Kwalificatie WK 2014        | 7.936  |
| 68                              | 12 oktober 2012   | Estland – Hongarije            | 0 – 1 | Kwalificatie WK 2014        | 5.661  |
| 69                              | 26 maart 2013     | Estland – Andorra              | 2 – 0 | Kwalificatie WK 2014        | 5.237  |
| 70                              | 3 juni 2013       | Estland – Wit-Rusland          | 0 – 2 | Vriendschappelijk           | 3.192  |
| 71                              | 7 juni 2013       | Estland – Trinidad en Tobago   | 1 – 0 | Vriendschappelijk           | 3.014  |
| 72                              | 11 juni 2013      | Estland – Kirgizië             | 1 – 1 | Vriendschappelijk           | 3.134  |
| 73                              | 14 augustus 2013  | Estland – Letland              | 1 – 1 | Vriendschappelijk           | 5.686  |
| 74                              | 6 september 2013  | Estland – Nederland            | 2 – 2 | Kwalificatie WK 2014        | 10.210 |
| 75                              | 11 oktober 2013   | Estland – Turkije              | 0 – 2 | Kwalificatie WK 2014        | 8.572  |
| 76                              | 15 november 2013  | Estland – Azerbeidzjan         | 2 – 1 | Vriendschappelijk           | 2.413  |
| 77                              | 26 mei 2014       | Estland – Gibraltar            | 1 – 1 | Vriendschappelijk           | 4.085  |
| 78                              | 7 juni 2014       | Estland – Tadzjikistan         | 2 – 1 | Vriendschappelijk           | 2.615  |
| 79                              | 8 september 2014  | Estland – Slovenië             | 1 – 0 | Kwalificatie EK 2016        | 6.561  |
| 80                              | 12 oktober 2014   | Estland – Engeland             | 0 – 1 | Kwalificatie EK 2016        | 10.195 |
| 81                              | 18 november 2014  | Estland – Jordanië             | 1 – 0 | Vriendschappelijk           | 1.360  |
| 82                              | 31 maart 2015     | Estland – IJsland              | 1 – 1 | Vriendschappelijk           | 5.334  |
| 83                              | 14 juni 2015      | Estland – San Marino           | 2 – 0 | Kwalificatie EK 2016        | 6.131  |
| 84                              | 5 september 2015  | Estland – Litouwen             | 1 – 0 | Kwalificatie EK 2016        | 6.621  |
| 85                              | 12 oktober 2015   | Estland – Zwitserland          | 0 – 1 | Kwalificatie EK 2016        | 7.304  |
| 86                              | 11 november 2015  | Estland – Georgië              | 3 – 0 | Vriendschappelijk           | 2.266  |
| 87                              | 17 november 2015  | Estland – Saint Kitts en Nevis | 3 – 0 | Vriendschappelijk           | 1.902  |
| 88                              | 24 maart 2016     | Estland – Noorwegen            | 0 – 0 | Vriendschappelijk           | 2.892  |
| 89                              | 29 maart 2016     | Estland – Servië               | 0 – 1 | Vriendschappelijk           | 2.858  |
| 90                              | 1 juni 2016       | Estland – Andorra              | 2 – 0 | Vriendschappelijk           | 4.658  |
| 91                              | 4 juni 2016       | Estland – Letland              | 0 – 0 | Baltische Beker             | 1.982  |
| 92                              | 7 oktober 2016    | Estland – Gibraltar            | 4 – 0 | Kwalificatie WK 2018        | 4.678  |
| 93                              | 10 oktober 2016   | Estland – Griekenland          | 0 – 2 | Kwalificatie WK 2018        | 4.467  |
| 94                              | 28 maart 2017     | Estland – Kroatië              | 0 – 3 | Vriendschappelijk           | 4.987  |
| 95                              | 9 juni 2017       | Estland – België               | 0 – 2 | Kwalificatie WK 2018        | 10.176 |
| 96                              | 3 september 2017  | Estland – Cyprus               | 1 – 0 | Kwalificatie WK 2018        | 5.491  |
| 97                              | 10 oktober 2017   | Estland – Bosnië en Herz.      | 1 – 2 | Kwalificatie WK 2018        | 4.967  |
| 98                              | 9 juni 2018       | Estland – Marokko              | 1 – 3 | Vriendschappelijk           | 4.754  |
| 99                              | 8 september 2018  | Estland – Griekenland          | 0 – 1 | UEFA Nations League 2018/19 | 5.567  |
| 100                             | 12 oktober 2018   | Estland – Finland              | 0 – 1 | UEFA Nations League 2018/19 | 8.087  |
| 101                             | 15 oktober 2018   | Estland – Hongarije            | 3 – 3 | UEFA Nations League 2018/19 | 3.043  |
| 102                             | 8 juni 2019       | Estland – Noord-Ierland        | 1 – 2 | Kwalificatie EK 2020        | 8.378  |
| 103                             | 6 september 2019  | Estland – Wit-Rusland          | 1 – 2 | Kwalificatie EK 2020        | 7.314  |
| 104                             | 9 september 2019  | Estland – Nederland            | 0 – 4 | Kwalificatie EK 2020        | 11.006 |
| 105                             | 13 oktober 2019   | Estland – Duitsland            | 0 – 3 | Kwalificatie EK 2020        | 12.062 |
| 106                             | 5 september 2020  | Estland – Georgië              | 0 – 1 | UEFA Nations League 2020/21 | 0      |
| 107                             | 7 oktober 2020    | Estland – Litouwen             | 1 – 3 | Vriendschappelijk           | 718    |
| 108                             | 11 oktober 2020   | Estland – Noord-Macedonië      | 3 – 3 | UEFA Nations League 2020/21 | 908    |
| 109                             | 14 oktober 2020   | Estland – Armenië              | 1 – 1 | UEFA Nations League 2020/21 | 1.007  |
| 110                             | 10 juni 2021      | Estland – Letland              | 2 – 1 | Baltische Beker             | 0      |
| 111                             | 2 september 2021  | Estland – België               | 2 – 5 | Kwalificatie WK 2022        | 6.685  |
| 112                             | 5 september 2021  | Estland – Noord-Ierland        | 0 – 1 | Vriendschappelijk           | 2.524  |
| 113                             | 8 oktober 2021    | Estland – Wit-Rusland          | 2 – 0 | Kwalificatie WK 2022        | 3.597  |
| 114                             | 11 oktober 2021   | Estland – Wales                | 0 – 1 | Kwalificatie WK 2022        | 5.118  |
| 115                             | 24 maart 2022     | Estland – Cyprus               | 0 – 0 | UEFA Nations League 2020/21 | 5.366  |
| 116                             | 2 juni 2022       | Estland – San Marino           | 2 – 0 | UEFA Nations League 2022/23 | 3.533  |
| 117                             | 23 september 2022 | Estland – Malta                | 2 – 1 | UEFA Nations League 2022/23 | 5.539  |
| 118                             | 19 november 2022  | Estland – Litouwen             | 2 – 0 | Baltische Beker             | 1.563  |
| 119                             | 20 juni 2023      | Estland – België               | 0 – 3 | Kwalificatie EK 2024        | 11.772 |
| 120                             | 9 september 2023  | Estland – Zweden               | 0 – 5 | Kwalificatie EK 2024        | 11.411 |
| 121                             | 13 oktober 2023   | Estland – Azerbeidzjan         | 0 – 2 | Kwalificatie EK 2024        | 5.652  |
| 122                             | 17 oktober 2023   | Estland – Thailand             | 1 – 1 | Vriendschappelijk           | 1.502  |
| 123                             | 16 november 2023  | Estland – Oostenrijk           | 0 – 2 | Kwalificatie EK 2024        | 4.488  |
| 124                             | 8 juni 2024       | Estland – Faeröer              | 4 – 1 | Baltische Beker             | 3.919  |
| 125                             | 5 september 2024  | Estland – Slowakije            | 0 – 1 | UEFA Nations League 2024/25 | 6.128  |
| Bijgewerkt op 17 september 2024 |                   |                                |       |                             |        |